# تلفزيون بلاد
تلفزيون بلاد قناة تلفزيونية فلسطينية، تعد من أوائل وأقدم القنوات التلفزيونية الفلسطينية، تبث من مدينة طولكرم بالضفة الغربية. تملك قناة بلاد أيضًا إذاعة تعرف براديو بلاد.

## النشأة
تأسس تلفزيون بلاد في مدينة طولكرم بالضفة الغربية عام 1994، ويقع مقر التلفزيون في المدينة.

## مدى البث
يصل بث تلفزيون بلاد إلى كافة مناطق محافظة طولكرم، ومناطق الـ48 الملاصقة للمدينة، إضافة إلى محافظات الضفة الغربية المجاورة.

## وصلات خارجية
- صفحة تلفزيون بلاد على يوتيوب